# Anne Debet
Anne Debet (* 22. Oktober 1970) ist eine französische Juristin und Datenschutzexpertin.
Debet ist promovierte Juristin. Von 2001 bis 2003 lehrte sie als außerordentliche Professorin an der Universität Panthéon-Assas (Paris II). Von 2003 bis 2006 war sie Professorin für Privatrecht an der Universität Angers und an der dortigen Juristischen Fakultät Kodirektorin für das disziplinenübergreifende DEA für Rechtsakte. Seit 2006 ist sie Professorin für Privatrecht an der Universität Paris XII (Val de Marne/Créteil).
Seit Januar 2004 ist Debet Mitglied der französischen Datenschutzbehörde Commission Nationale de l’Informatique et des Libertés (CNIL).
Debet ist zudem Vertreterin Frankreichs in der Artikel-29-Datenschutzgruppe.